# دبلیو. سی. فیلدز
 دبلیو. سی. فیلدز (انگلیسی: W. C. Fields؛ ‏ ۲۹ ژانویهٔ ۱۸۸۰ – ۲۵ دسامبر ۱۹۴۶) بازیگر اهل ایالات متحده آمریکا بود. وی بین سال‌های ۱۹۰۲ تا ۱۹۴۶ میلادی فعالیت می‌کرد.
از فیلم‌ها یا برنامه‌های تلویزیونی که وی در آن نقش داشته است، می‌توان به آلیس در سرزمین عجایب، دیوید کاپرفیلد و پاهای میلیون دلاری اشاره کرد.